# Gammabracon extraneus
Gammabracon extraneus är en stekelart som först beskrevs av Cameron 1907.  Gammabracon extraneus ingår i släktet Gammabracon och familjen bracksteklar. Inga underarter finns listade i Catalogue of Life.